# Monestier, Allier

Monestier este o comună în departamentul Allier din centrul Franței. În 1 ianuarie 2022 avea o populație de 280 de locuitori.